# Nerijus Dunauskas
Nerijus Dunauskas (26 juni 1978) is een Litouws voormalig voetbalscheidsrechter. Hij was in dienst van FIFA en UEFA tussen 2010 en 2015. Ook leidde hij tot 2016 wedstrijden in de A lyga.
Op 1 juli 2010 debuteerde Dunauskas in Europees verband tijdens een wedstrijd tussen NSÍ Runavík en Gefle IF in de eerste kwalificatieronde van de UEFA Europa League; het eindigde in 0–2 en de Litouwer deelde tweemaal een gele kaart uit. Zijn eerste interland floot hij op 10 augustus 2011 toen Wit-Rusland met 1–0 won van Bulgarije. Dunauskas deelde twee gele kaarten uit.

## Interlands
| Datum            | Plaats                    | Wedstrijd               | Uitslag | Competitie           | Kreeg geel | Kreeg voor de tweede keer geel en dus rood | Weggestuurd |
| ---------------- | ------------------------- | ----------------------- | ------- | -------------------- | ---------- | ------------------------------------------ | ----------- |
| 10 augustus 2011 | Minsk, Wit-Rusland        | Wit-Rusland – Bulgarije | 1 – 0   | Vriendschappelijk    | 2          | 0                                          | 0           |
| 22 maart 2013    | Andorra la Vella, Andorra | Andorra – Turkije       | 0 – 2   | WK 2014 kwalificatie | 3          | 0                                          | 0           |
| 6 september 2013 | Barysaw, Wit-Rusland      | Wit-Rusland – Kirgizië  | 3 – 1   | Vriendschappelijk    | 0          | 0                                          | 0           |